# Żabka Group

Logo der Marke Żabka

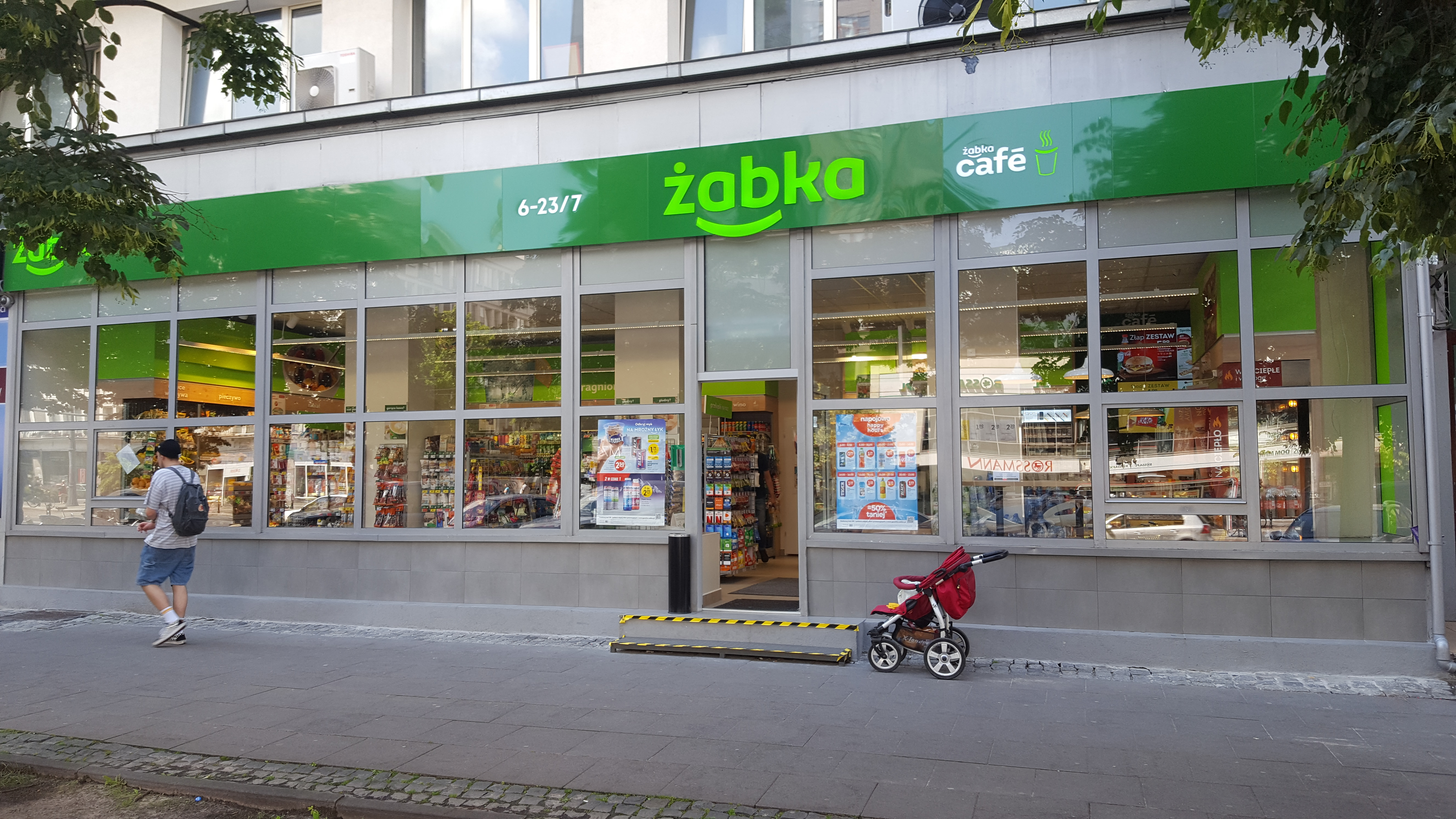
Typische Front einer Filiale der Kette Żabka

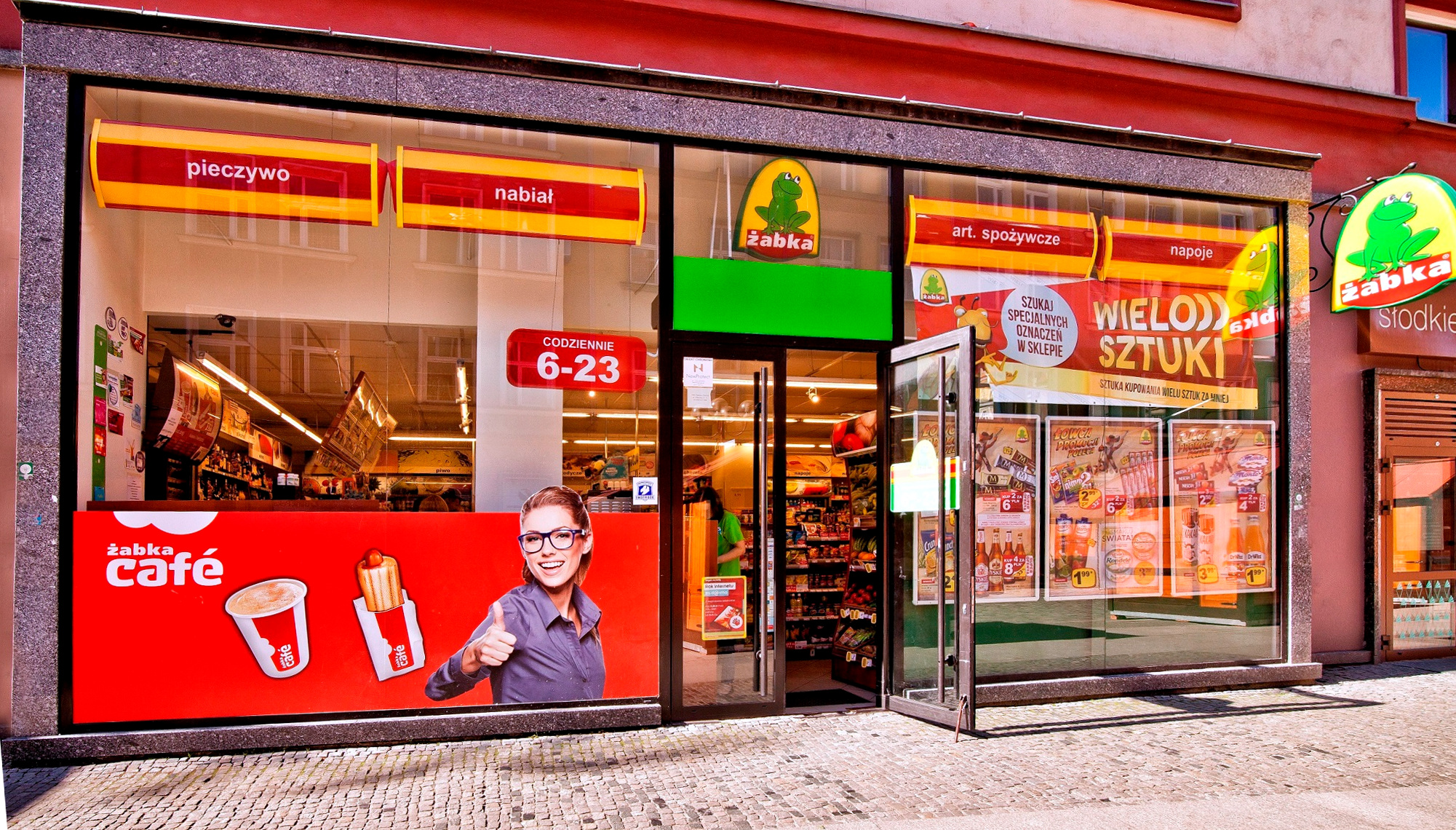
Ehemaliges Design einer Filiale der Kette Żabka

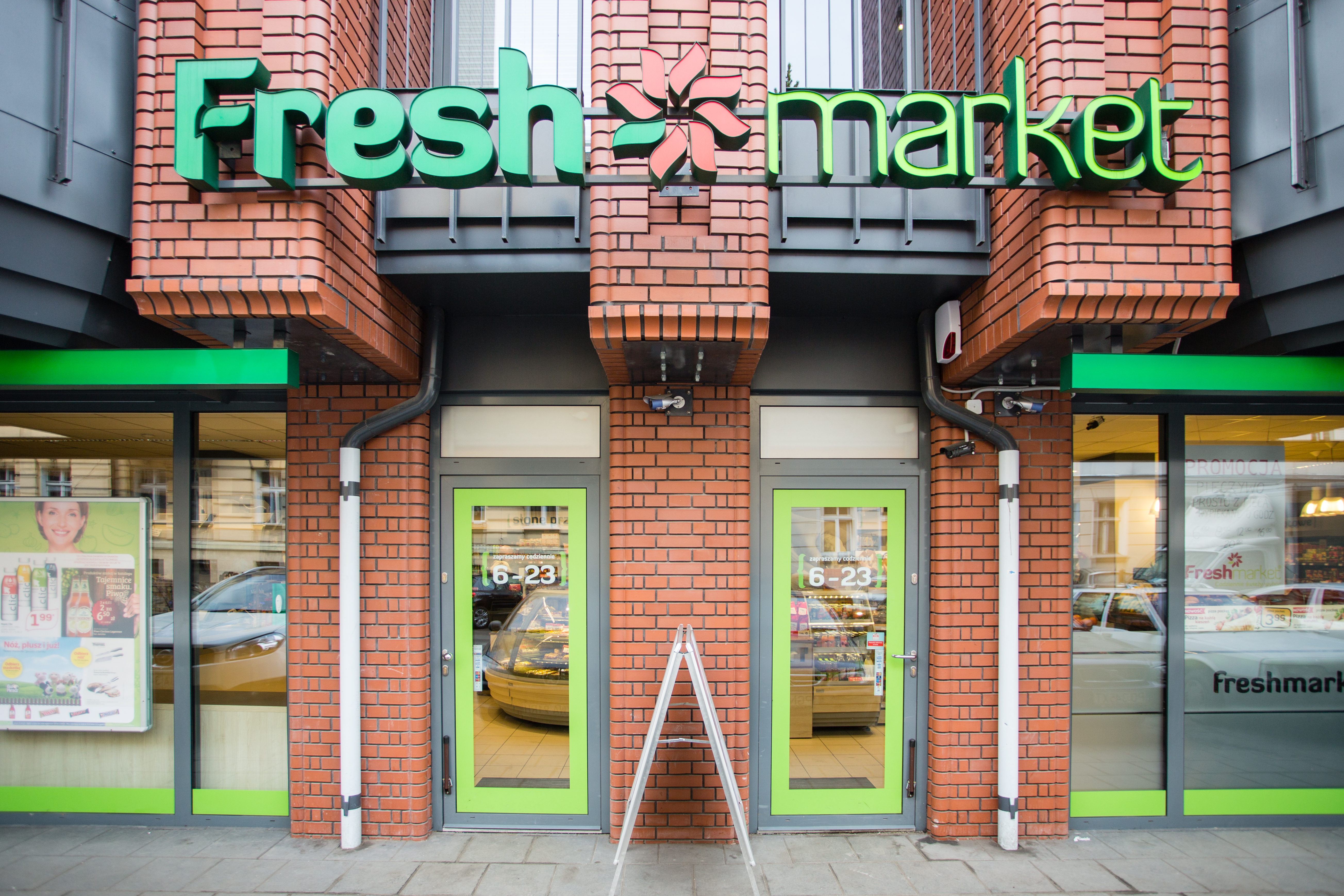
Filiale der ehemaligen Kette Freshmarket

Die Żabka Group S.A. ist ein polnisches Einzelhandelsunternehmen mit Sitz in Luxemburg (Stadt).
Es betreibt unter dem Markennamen Żabka seit 1998 mittels lokaler Franchise-Partnern kleine bis mittelgroße Convenience-Shops in ganz Polen, die aus fünf regional verteilten Logistikzentren beliefert werden. Zum Sortiment der Filialen zählen vor allem Lebensmittel, Imbisswaren, Getränke, Presseartikel, Kosmetikprodukte und weitere Gegenstände des täglichen Bedarfs. Die Filialen haben täglich, auch an Wochenenden und Feiertagen, mindestens von 6 bis 23 Uhr oder durchgehend geöffnet.

## Geschichte
Die ersten sieben Geschäfte eröffnete Żabka 1998 in Posen und Swarzędz. Zwei Jahre später konnte man bereits mehr als 400 Filialen zählen, das erste Logistikzentrum entstand. 2007 wurde das Unternehmen an die Investmentgruppe Penta Investments verkauft. 2009 eröffnete das Einzelhandelsunternehmen unter der Marke Freshmarket größere Supermärkte. Im März 2011 wurde das Unternehmen erneut verkauft, Käufer war Mid Europe Partners. Interesse an einer Übernahme hatte auch der britische Lebensmitteleinzelhändler Tesco. Ende 2011 bestanden bereits über 2.500 Filialen in Polen, zudem wurde die 100. Filiale von Freshmarket eröffnet. Ein Jahr später begann man die Standorte umzugestalten. Es wurden Cafés integriert. In Beszyn bei Pruszcz Gdański konnte 2015 das inzwischen vierte Logistikzentrum in Betrieb genommen werden. Auch der Ausbau der Marktpräsenz wurde weiter stetig fokussiert, 2016 zählte man bereits über 4.500 Standorte, im gleichen Jahr wurde das heutige Logo eingeführt. Im Jahre 2017 wurde Żabka von CVC Capital Partners übernommen. Als ein weiterer Meilenstein konnte 2018 der 5.000 Standort eröffnet werden, im gleichen Jahr wurden erstmals Filialen in der Metro Warschau eröffnet. Zudem ging das fünfte Logistikzentrum in Betrieb, diese wurde in Szałsza bei Gliwice errichtet. 2019 wurden die Freshmarket-Standorte unter dem bekannteren Markennamen Żabka mit den bestehenden Convenience-Shops äußerlich vereint, der 6.000 Standort eröffnet. Anfang 2023 stieg man in das Geschäft mit Shops an Raststätten ein. Inzwischen (Stand: 23. August 2023) bestehen 9.750 Filialen.
Am 17. Oktober 2024 brachte CVC Żabka an die Warschauer Börse. Der Börsengang erbrachte einen Erlös von 6,45 Mrd. Złoty für CVC, war der größte in Polen seit 2020  und einer der größten in der Geschichte der Warschauer Börse. In diesem Zusammenhang wurde der Name von "Żabka Polska" in "Żabka Group" geändert.

## Handelsmarken
Żabka führt folgende Handelsmarken:
- Dobra Karma (Eigenschreibweise dobra karma): Hochwertige Produkte, ohne Konservierungsstoffe und Zusatzstoffe
- Eccellente: Pizzen
- Foodini (Eigenschreibweise FOODINI): Smoothies
- Haps! (Eigenschreibweise HAPS!): Snacks in handlichen Verpackungen
- Kubek z Lodem (Eigenschreibweise KUBEK Z LODEM): Eiswürfel
- Le' Frog: Hochwertige Gerichte für das Mittagessen
- Level Up (Eigenschreibweise LEVEL UP): Energydrinks
- Od Nowa (Eigenschreibweise OD NOWA): Mineralwasser, in 100 Prozent recycelten Flaschen
- Plant Hunter (Eigenschreibweise PLANT HUNTER): Pflanzliche Produkte
- S!: Shots
- Szamamm: Convenience-Produkte für das Abendessen
- Tomcio Paluch (Eigenschreibweise TOMCIO PALUCH): Sandwiches und belegte Brote
- Wycisk (Eigenschreibweise WYCISK): Säfte und Limonaden

## Logo
Das Logo der Marke Żabka war bis 2016 ein grüner Frosch (polnisch Żabka) auf gelbem Grund. Das aktuelle Logo zeigt den Schriftzug, unterhalb der Buchstaben a und b befindet sich ein Bogen, der ein lächelndes Gesicht stilisiert.

## Žabka in Tschechien
Unter dem abgewandelten Namen Žabka ist das Einzelhandelsunternehmen seit 2008 auch in Tschechien vertreten. Eigentümer dort ist seit Dezember 2010 Tesco.